# Dimitar Blagov
Dimitar Blagov (tiếng Bulgaria: Димитър Благов; sinh 30 tháng 3 năm 1992) là một cầu thủ bóng đá Bulgaria hiện tại thi đấu ở vị trí tiền vệ cho Pirin Blagoevgrad.

## Sự nghiệp
Blagov gia nhập Pirin Blagoevgrad vào tháng 1 năm 2013.